# 霍峻
霍峻（180年—219年），字仲邈，荊州南郡枝江人，汉末時期刘备部将。

## 生平
其兄霍篤曾在故鄉聚集起部曲數百人。後來霍篤逝世，劉表命令霍峻繼承部曲。208年，劉表病逝，霍峻便率部曲歸降劉備，並被任為中郎將。 
213年，被邀入蜀的劉備與蜀主劉璋決裂，劉備軍由葭萌向南進攻劉璋，而留霍峻守葭萌城。漢中的張魯派楊帛想誘惑霍峻獻城，但霍峻說：「小人頭可得，城不可得。」楊帛惟有回去。後來劉璋將領扶禁、向存等率萬多人由閬水北上攻打霍峻，並圍城達一年之久，但仍不能攻下。
葭萌城中只有數百人，不過霍峻以逸待勞，挑選精銳之兵出擊，大破敵軍，亦斬殺向存。214年，劉備成功入主益州，霍峻有功而受到嘉許。217年，廣漢被分劃為梓潼郡，217年霍峻擔任梓潼太守和裨將軍。在任三年，四十歲逝世。葬於成都，劉備十分哀悼和可惜，下詔諸葛亮：「峻既佳士，加有功於國，欲行酹。」親率群僚弔祭，更留宿在墓上，當時非常榮耀。

## 特徵
霍峻為人冷靜、善戰，率領數百人的自己面對有數萬人的敵軍也能冷靜分析形勢，更可大破敵軍，斬殺敵人。

## 三國演義
在62回出場，由孟達推薦給劉備，和孟達一起去守葭萌關。65回遇到張魯派馬超，楊柏，馬岱攻擊葭萌關，孔明派張飛迎戰，李恢說服馬超投降。70回遇到張郃攻打葭萌關，孔明派黃忠嚴顏迎戰。霍峻在三國演義中擔任葭萌關守將，沒有戰績。

## 家族

### 親族
- 霍篤：兄，故鄉聚集部曲數百，霍峻繼續率領。

### 子嗣
- 霍弋：子。蜀漢、曹魏、西晋將領。[2]
- 霍在：孫，霍弋子。[2]
- 霍彪：玄孫，霍弋孫。[2]霍在之子[來源請求]。東晋、成漢地方官。[3]

## 評價
三國志評曰:「霍峻孤城不傾，王連固節不移，向朗好學不倦，張裔膚敏應機，楊洪乃心忠公，費詩率意而言，皆有可紀焉。以先主之廣濟，諸葛之準繩，詩吐直言，猶用陵遲，況庸后乎哉！」 
劉備下詔諸葛亮：「峻既佳士，加有功於國，欲行酹。」

## 延伸阅读
[在维基数据编辑]
 《三國志/卷41》，出自陳壽《三國志》